# Silvester Vogrinec
Silvester Vogrinec, slovenski pisac, pjesnik i publicist. * 31. prosinca 1963., Maribor, Slovenija. 

## Životopis
Djetinjstvo i mladost proveo je na Ptuju, gdje je pohađao Osnovnu školu Franca Osojnika i Gimnaziju Dušana Kvedre, jezične i društvene znanosti. Studirao je povijest i socijalno i moralno obrazovanje na Učiteljskoj akademiji u Mariboru. Nakon diplome nastavio je studij povijesti i sociologije na Filozofskom fakultetu u Ljubljani. Diplomirao je ekonomiju na Visokoj školi, Poslovnom fakultetu DOBA u Mariboru. Završava magistarski studije inkluzivne pedagogije na Pedagoškom fakultetu u Kopru. Na NUK-u (Nacionalna sveučilišna knjižnica) Ljubljana položio je stručni ispit za knjižničara. Zaposlen je kao nastavnik i školski knjižničar u obrazovanju. Neko vrijeme bavio se novinarstvom i izdavaštom. Uz pisanje u slobodno vrijeme podučava borilačke vještine, koje su važan izvor njegovog književnog i publicističkog rada.

## Djela
Napisao je prve romane o borilačkim vještinama i smatra se utemeljiteljem ovog književnog žanra u Sloveniji. Također je jedan od začetnika slovenskog sportskog romana. Takva djela suKarate ratnik 1: Bijeli galeb, Gladijator, Karate ratnik 2: Dvoboj, Slovenska Elektra: Ratnica svjetlosti. U tim se romanima isprepliću sport i mladost. Roman o borilačkim vještinama , Kenin: tjelohranitelj posjeduje i elemente krimiča.  
Omladinski romani Disko kraljica, Povratak kralja diskoteke, Maturant bave se arhetipskim temama mladih kao što su ljubav, prijateljstvo, razočaranje. Ana: Zabranjena ljubav otkriva zabranjenu ljubav studentice prema učiteljici i pokazuje kako je biti žrtva medijskog linča. 
Tijekom studija je objavio kratke priče znanstvene fantastike u studentskom listu Katedra i zborniku Sirius. Do kraja i dalje je znanstvenofantastični roman o zagrobnom životu, karmi, reinkarnaciji, anđelima, majstorima mudrosti. 
Ljubavni roman pod nazivom Ljubav u Parizu opisuje ljubavnu priču između slovenskog profesora, pisca koji traži novu inspiraciju i francuske studentice, mladog modela, proganjane sjenkama prošlosti. 
Njegova pjesnička zbirka Apokalipsa sada (Vogrinec) pripada postmodernoj poeziji. 
Autor je prve povijesti slovenskog karatea ( Karate u Sloveniji ) i prve sveobuhvatne povijesti karatea u svijetu ( Karate između tradicije i sporta ). Bio je glavni urednik časopisa BUDO Sensei za borilačke vještine, glavni urednik časopisa Slovenski karate (izdavač Karate saveza Slovenije) i pomoćnik glavnog urednika hrvatskog časopisa borilačkih vještina Samurai. Bio je i glavni urednik Ptujskog bubnja. Za časopis AURA i štajerski tjednik pisao je članke i pretplate na temu duhovnosti i ezoterike. 

### Romani
- Karate ratnik 1: Bijeli galeb (1995) (COBISS.SR)
- Disko kraljica (2001) (COBISS.SR)   (2015) (COBISS.SR)
- Gladijator (2010) (COBISS.SR)
- Maturant (2012) (COBISS.SR)
- Karate ratnik 2: Dvoboj (2013) (COBISS.SR)
- Slovenska Elektrika: Ratnica svjetlosti (2013.) (COBISS.SR)
- Do kraja i dalje (2014.) (COBISS.SR)
- Kenin, tjelohranitelj (2014) (COBISS.SR)
- Ljubav u Parizu (2016.) (COBISS.SR)
- Povratak kralja diskoteke (2016.) (COBISS.SR)
- Ana: zabranjena ljubav (2019.) (COBISS.SR)

### Pjesme
- Apokalipsa sada (Vogrinec) (2009) (COBISS.SR)

### Objavljivanje
- Karate u Sloveniji (1996) (COBISS.SR)
- Karate između tradicije i sporta (1999) (COBISS.SR)
- Aikido, Goloruka samoobrana (1999). Ptuj: ABV
- Samurajsko mačevanje (2009). Ptuj. ABV
- Magazin BUDO Sensei (2000-2002)
- Magazin Samurai (1992. – 2000.)
- Magazin Slovenski karate (1997. i 2001.)
- Magazin AURA (1991. – 92.)
- List Štajerski Tednik (1992. – 2012.)

## Vanjske poveznice
- Silvester Vogrinec, pisac  Arhivirana inačica izvorne stranice od 14. listopada 2020. (Wayback Machine)
- Silvester Vogrinec, knjige  Arhivirana inačica izvorne stranice od 15. listopada 2020. (Wayback Machine)
- Silvester Vogrinec, donji južnjaci  Arhivirana inačica izvorne stranice od 15. studenoga 2019. (Wayback Machine)
- Sylvester Vogrinec, majstor borilačkih vještina  Arhivirana inačica izvorne stranice od 7. ožujka 2021. (Wayback Machine)
- Silvester Vogrinec, stručni menadžer.  Arhivirana inačica izvorne stranice od 18. listopada 2020. (Wayback Machine) Akademije borilačkih vještina Ptuj  Arhivirana inačica izvorne stranice od 18. listopada 2020. (Wayback Machine)